# Christian Gyldenløve
Christian Gyldenløve, född den 28 februari 1674, död den 16 juli 1703, var en dansk krigare och kung Kristian V:s utomäktenskaplige son med sin mätress Sofie Amalie Moth.

## Biografi
Gyldenløve var 1692-94 fransk överste i Flandern och anförde 1701-02 de danska hjälptrupperna i den tysk-romerske kejsarens Leopold I:s tjänst i Italien. Han blev 1696 gift med sin fars halvbroder Ulrik Frederik Gyldenløves dotter Charlotte Amalie Danneskjold (1682-1699) och 1702 med baron Jens Juels änka Dorothea Krag (1675-1754), som blev stammoder för ätten Danneskjold-Samsøe. Enligt hans testamente grundades Gisselfelds adliga jungfrustift.